# Гродненское реальное училище
Гродненское реальное училище имени царевича Алексея — общеобразовательное среднее учебное заведение. Основано в Гродно в сентябре 1907 года. Входило в состав Виленского учебного округа.
Преподавались русский, польский, немецкий и французский языки, география, естествознание, история, законоведение, математика, физика, космография, музыка, рисование, черчение, основы военной науки, гимнастика. В нём работали выпускники из университетов Варшавы, Москвы, Петербурга, Полоцкой учительской семинарии и др.
Выпускники училища имели льготы при поступлении в высшие технические и сельскохозяйственные учебные заведения, на физико-математические факультеты университетов. Содержалось за счет казны и сборов за обучение. В 1907/08 учебном году имело 2 класса (49 учащихся), в 1914/15 — 7 классов (311 учеников). В 1910—1913 годах из кирпича по проекту 1903 года для Гродненского реального училища построено отдельное здание в стиле неоклассицизма (улица 1 Мая, дом 3).
С началом Первой мировой войны училище было в 1915 году эвакуировано в Калугу. После 1917 года реальное училище упразднено в связи с реформой народного образования.